# Baia di San Finan
La baia di San Finan (St Finan's Bay in inglese) è l'insenatura più occidentale di Iveragh, una delle grandi penisole del Kerry e dell'Irlanda sud-occidentale.
Delimitata a sud da capo Bolus, è formata quasi totalmente da coste scoglierose ed impervie, che concedono un piccolo tratto solo nei pressi del villaggio di Killonecaha.
Molte le isole al largo di questa baia: Puffin Island è a qualche centinaio di metri dal promontorio settentrionale, mentre le celebri isole Skellig, visibili nelle giornate chiare, sono a poco più di una decina di km.